# Boksen op de Olympische Zomerspelen 1952
Boksen is een van de sporten die beoefend werden tijdens de Olympische Zomerspelen 1952 in Helsinki.

## Heren
Uitslagen per gewichtsklasse: 

### vlieggewicht (tot 51 kg)
| rang   | sporter           | land |
| ------ | ----------------- | ---- |
| Goud   | Nathan Brooks     | USA  |
| Zilver | Edgar Basel       | GER  |
| Brons  | Anatoli Boelakov  | URS  |
| Brons  | William Toweel    | RSA  |
| 5      | Thorbjørn Clausen | NOR  |
| 5      | David Dower       | GBR  |
| 5      | Mircea Dobrescu   | ROU  |
| 5      | Han Soo-ann       | KOR  |

### bantamgewicht (tot 54 kg)
| rang   | sporter               | land |
| ------ | --------------------- | ---- |
| Goud   | Pentti Hämäläinen     | FIN  |
| Zilver | John McNally          | IRL  |
| Brons  | Gennadi Garboezov     | URS  |
| Brons  | Kang Joon-ho          | KOR  |
| 5      | Vincenzo Dall'Osso    | ITA  |
| 5      | František Majdloch    | TCH  |
| 5      | David Moore           | USA  |
| 5      | Helmuth von Gravenitz | RSA  |

### vedergewicht (tot 57 kg)
| rang   | sporter           | land |
| ------ | ----------------- | ---- |
| Goud   | Ján Zachara       | TCH  |
| Zilver | Sergio Caprari    | ITA  |
| Brons  | Leonard Leisching | RSA  |
| Brons  | Joseph Ventaja    | FRA  |
| 5      | Edson Brown       | USA  |
| 5      | Leszek Drogosz    | POL  |
| 5      | János Erdei       | HUN  |
| 5      | Leonard Walters   | CAN  |

### lichtgewicht (tot 60 kg)
| rang   | sporter             | land |
| ------ | ------------------- | ---- |
| Goud   | Aureliano Bolognesi | ITA  |
| Zilver | Aleksy Antkiewicz   | POL  |
| Brons  | Gheorghe Fiat       | ROU  |
| Brons  | Erkki Pakkanen      | FIN  |
| 5      | Americo Bonetti     | ARG  |
| 5      | István Juhász       | HUN  |
| 5      | Vicente Matute      | VEN  |
| 5      | Frederick Reardon   | GBR  |

### halfweltergewicht (tot 63.5 kg)
| rang   | sporter           | land |
| ------ | ----------------- | ---- |
| Goud   | Charles Adkins    | USA  |
| Zilver | Viktor Mednov     | URS  |
| Brons  | Erkki Mallenius   | FIN  |
| Brons  | Bruno Visintin    | ITA  |
| 5      | Terence Milligan  | IRL  |
| 5      | Jean Paternotte   | BEL  |
| 5      | Alexander Webster | RSA  |
| 5      | René Weismann     | FRA  |

### weltergewicht (tot 67 kg)
| rang   | sporter             | land |
| ------ | ------------------- | ---- |
| Goud   | Zygmunt Chychła     | POL  |
| Zilver | Sergej Sjtsjerbakov | URS  |
| Brons  | Günther Heidemann   | GER  |
| Brons  | Viktor Jörgensen    | DEN  |
| 5      | Moos Linneman       | NED  |
| 5      | Ron Norris          | IND  |
| 5      | Július Torma        | TCH  |
| 5      | Franco Vescovi      | ITA  |

### halfmiddengewicht (tot 71 kg)
| rang   | sporter                   | land |
| ------ | ------------------------- | ---- |
| Goud   | László Papp               | HUN  |
| Zilver | Theunis van Schalkwyk     | RSA  |
| Brons  | Eladio Herrera            | ARG  |
| Brons  | Boris Tisjin              | URS  |
| 5      | Paulo de Jesus Cavalheiro | BRA  |
| 5      | Guido Mazzinghi           | ITA  |
| 5      | Erich Schöppner           | GER  |
| 5      | Petar Stankoff Spassoff   | BUL  |

### middengewicht (tot 75 kg)
| rang   | sporter           | land |
| ------ | ----------------- | ---- |
| Goud   | Floyd Patterson   | USA  |
| Zilver | Vasile Tita       | ROU  |
| Brons  | Boris Nikolov     | BUL  |
| Brons  | Stig Sjölin       | SWE  |
| 5      | Leen Jansen       | NED  |
| 5      | Anthony Madigan   | AUS  |
| 5      | Walter Sentimenti | ITA  |
| 5      | Dieter Wemhöner   | GER  |

### halfzwaargewicht (tot 81 kg)
| rang   | sporter                    | land |
| ------ | -------------------------- | ---- |
| Goud   | Norvel Lee                 | USA  |
| Zilver | Antonio Pacenza            | ARG  |
| Brons  | Anatoli Perov              | URS  |
| Brons  | Harri Siljander            | FIN  |
| 5      | Giovan-Battista Alfonsetti | ITA  |
| 5      | Lucio Grotone              | BRA  |
| 5      | Tadeusz Grzelak            | POL  |
| 5      | Karl Kistner               | GER  |

### zwaargewicht (boven 81 kg)
| rang   | sporter            | land |
| ------ | ------------------ | ---- |
| Goud   | Ed Sanders         | USA  |
| Zilver | Ingemar Johansson  | SWE  |
| Brons  | Ilkka Koski        | FIN  |
| Brons  | Andries Nieman     | RSA  |
| 5      | Giacomo Di Segni   | ITA  |
| 5      | Edgar Heam         | GBR  |
| 5      | Tomislav Krizmanić | YUG  |
| 5      | Algirdas Sjotsikas | URS  |

## Medaillespiegel
| rang   | land              | goud | zilver | brons | totaal |
| ------ | ----------------- | ---- | ------ | ----- | ------ |
| 1      | Verenigde Staten  | 5    | 0      | 0     | 5      |
| 2      | Italië            | 1    | 1      | 1     | 3      |
| 3      | Polen             | 1    | 1      | 0     | 2      |
| 4      | Finland           | 1    | 0      | 4     | 5      |
| 5      | Tsjecho-Slowakije | 1    | 0      | 0     | 1      |
| 5      | Hongarije         | 1    | 0      | 0     | 1      |
| 7      | Sovjet-Unie       | 0    | 2      | 4     | 6      |
| 8      | Zuid-Afrika       | 0    | 1      | 3     | 4      |
| 9      | Argentinië        | 0    | 1      | 1     | 2      |
| 9      | Duitsland         | 0    | 1      | 1     | 2      |
| 9      | Roemenië          | 0    | 1      | 1     | 2      |
| 9      | Zweden            | 0    | 1      | 1     | 2      |
| 13     | Ierland           | 0    | 1      | 0     | 1      |
| 14     | Bulgarije         | 0    | 0      | 1     | 1      |
| 14     | Denemarken        | 0    | 0      | 1     | 1      |
| 14     | Frankrijk         | 0    | 0      | 1     | 1      |
| 14     | Zuid-Korea        | 0    | 0      | 1     | 1      |
| totaal | totaal            | 10   | 10     | 20    | 40     |